# Куффлер, Штефан
Штефан Куффлер (24 августа 1913, Тап, Австро-Венгрия — 11 октября 1980, США) — американский нейробиолог, нейрофизиолог и редактор.

## Биография
В начале 1930-х годов переехал в Австрию на учёбу, и в 1932 году поступил в Венский университет, который он окончил в 1937 году. После окончания Венского университета переехал в Сидней, где работал вплоть до 1945 года. В 1945 году переехал в США и связал с этой страной всю оставшуюся жизнь. С 1946 по 1947 год работал в Чикагском университете, с 1947 по 1956 год работал в Университете Дж. Гопкинса. В 1956 году был избран профессором кафедр физиологии и биофизики Гарвардской медицинской школы и проработал вплоть до 1959 года. В 1959 году избран профессором нейрофизиологии и нейрофармакологии. С 1964 по 1976 год занимал должность профессора нейробиологии Университета Р. Уинтропа.
Редактор журнала «Ньюрофизиолоджи».
Основные научные работы посвящены вопросам организации нервной системы.

## Членство в обществах
- Член Австрийской академии наук
- Член Американского физиологического общества
- Член Американской академии искусств и наук
- Член Датского королевского общества наук
- Член Национальной академии наук США (1964)[5]
- Иностранный член Лондонского королевского общества (1971)[6]
- Член Лондонского физиологического общества